# Sébrina
 (juillet 2022).
 (juillet 2022).
Sébrina (ou Sebrina) est un prénom féminin, variante de Sabrina.

## Personnalité portant ce prénom
- Pour l'ensemble des articles sur les personnes portant ce prénom, consulter :
  - la liste des articles dont le titre commence par ce prénom
  - les listes produites par Wikidata : Liste des personnes de prénom « Sébrina » — même liste en incluant les éventuels prénoms composés qui contiennent « Sébrina ».